# Banjica (Bośnia i Hercegowina)
Banjica (cyr. Бањица) – wieś w Bośni i Hercegowinie, w Republice Serbskiej, w mieście Bijeljina. W 2013 roku liczyła 265 mieszkańców.